# Erik Lönn
Erik August Lönn, född 15 augusti 1902 i Maria Magdalena församling, Stockholm, död 4 mars 1975 i Adolf Fredriks församling, Stockholm, var en svensk kriminalkommissarie.

## Familj
Erik Lönn var son till polisöverkonstapel August Lönn och Anna Andersson. Han var gift med Ingrid Schäffer och var far till Gustav-Erik (född 1928) och Margareta (född 1945). Han avled den 4 mars 1975 och gravsattes den 1 april 1975 på Sandsborgskyrkogården.

## Biografi
Erik Lönn tog studentexamen 1921 och studerade vid högre polisskolan 1927. Han blev konstapel vid Stockholmspolisen 1924 (extra 1922), överkonstapel 1934 och var kommissarie vid statspolisen från 1939.

## Utmärkelser
- Riddare av Vasaorden (RVO)[2]
- För nit och redlighet i rikets tjänst (GMnor)[2]